# Znečištění ovzduší

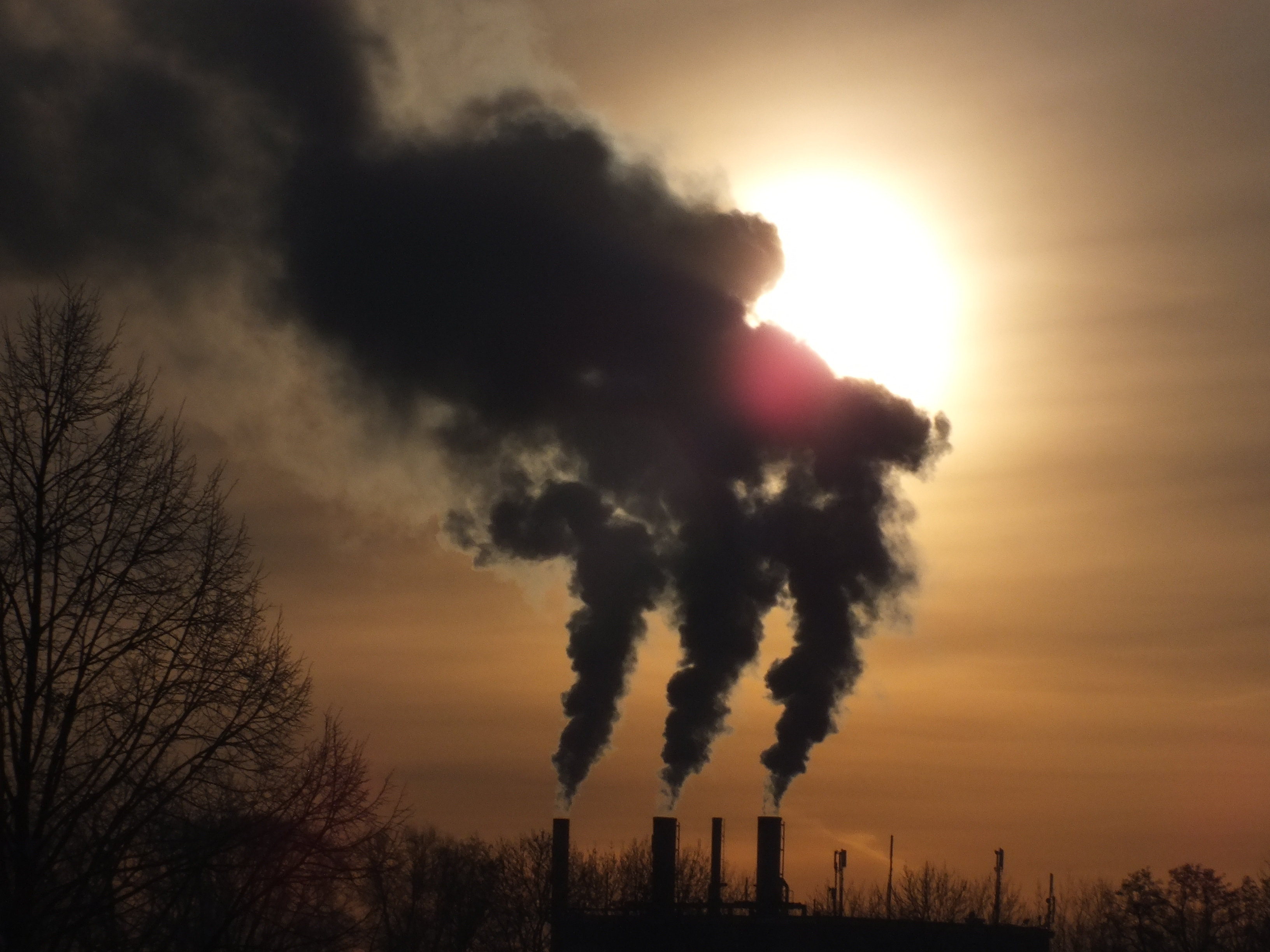
Významnými znečišťovateli vzduchu jsou uhelné elektrárny i teplárny, ještě významnější pak v současnosti v ČR domácnosti se starými kotli na pevná paliva.

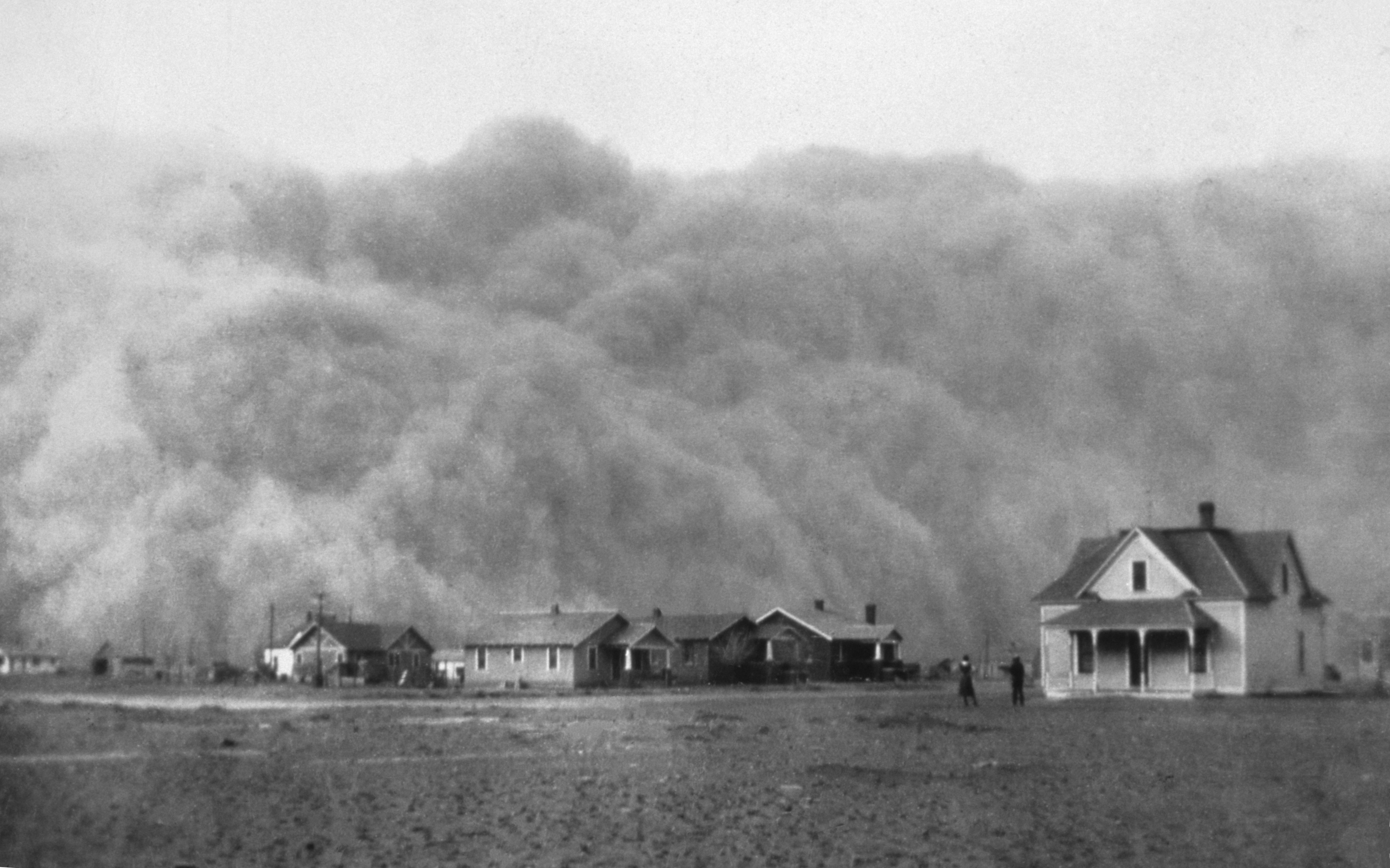
Písečná bouře v Texasu z roku 1935 je příkladem přírodního zdroje znečišťování ovzduší.

Znečištění ovzduší je chemicko-fyzikálně-biologický stav v zemské atmosféře vyvolaný přírůstkem znečišťujících látek v původní atmosféře (znečišťováním atmosféry), na nějž mohou navazovat a navazují procesy a reakce v zemské atmosféře, v jejichž důsledku se mění vlastnosti zemské atmosféry tak, že negativně působí na lidské zdraví nebo na životní prostředí. Znečištění ovzduší tak přispívá k faktorům zkracujícím délku lidského života, je příčinou rozvoje nemocí, např. dýchacích cest, rakoviny a srdečních onemocnění. Některé náhlé změny vlastností po změně stavu v ovzduší vyvolávají dokonce hromadná rychlá úmrtí a mají dalekosáhlé dopady nejen od místa zdroje znečištění, ale i na jiné složky životního prostředí a jeho využitelnosti k životu (například stav a reakce po výbuchu v jaderné elektrárně Černobyl nebo po svržení a vybuchnutí atomové bomby na Hirošimu a Nagasaki).
Mezi nejčastější a nejběžnější zdroje znečišťujících látek (polutantů) vypouštěných do ovzduší patří stacionární zdroje, (velké teplárny a tepelné elektrárny i malé lokální topeniště, např. v domech). Dále mobilní zdroje (především v automobilové dopravě , ale i v železniční nebo lodní dopravě). K nejzávažnějšímu znečištění ovzduší dochází po jaderném výbuchu, jehož radiační účinky pronikají do ovzduší.
Úroveň znečištění ovzduší ovlivňují i další faktory – především meteorologické a rozptylové podmínky, dále například také dálkový transport znečišťujících látek.

## Zdroje znečištění a znečišťování ovzduší
Zdroje znečištění ovzduší jsou faktory na konkrétním místě, odkud jsou uvolňovány znečišťující látky do ovzduší.
Podle příčiny a časového sledu vzniku polutantů je možno zdroje typizovat.
Podle pořadí vzniklého polutantu ve sledu reakcí:
- Zdroje primární spočívají v prostém uvolňování polutantů přímo z určitého zdroje (např. oxid uhelnatý, oxid siřičitý, vedlejší produkty spalování).
- Zdroje sekundární, kde se tvoří polutanty vzniklé reakcemi primárních polutantů mezi sebou nebo s jinými látkami, ovlivněnými jinými ději v atmosféře. Příkladem sekundárního zdroje znečištění může být troposférický ozon, vzniklý v důsledku fotochemické reakce, ke které dochází za působení oxidů dusíku, UV záření a těkavých organických látek.

Podle původce, v jehož důsledku dochází ke znečišťování ovzduší nebo k založení zdroje umožňujícího znečišťovat ovzduší, dělíme zdroje na antropogenní, vyvolané v důsledku rozhodnutí a činnosti lidí nebo produkované z výtvorů vytvořených lidmi, a na přírodní (někdy označované jako neantropogenní zdroje), neovlivnitelné primárně vůlí člověka.

### Antropogenní zdroje
Antropogenní zdroje jsou primárně vytvořeny nebo způsobovány lidmi. Velké rozpětí znečišťujících látek je spojené se spalováním různých paliv, jako je benzín, uhlí, dřevo, plyn, nebo s rafinací ropy. Podle typu paliva je intenzita znečišťování různá a tedy ovlivnitelná člověkem.
Antropogenní zdroje, spojené se spalováním různých typů paliv, případně s úložišti vyhořelých paliv nebo likvidací zbytků paliv:
- průmyslové areály (např. výroba železa a neželezných kovů, rafinace ropy, chemických látek), byť převážnou většinu emisí v daném oboru emituje menšina takových továren z daného oboru[2]
- tepelné elektrárny, jaderné elektrárny, včetně souvisejících zdrojů spojených s přepravou a potřebou bezpečného ukládání vyhořelého paliva
- vypalování lesů a porostů zapálených člověkem
- motorová vozidla
- námořní motorové lodě v pohybu, přístavy
- místa spalovaní fosilních paliv
- spalování materiálů na ohništích, v kamnech (lokální topeniště),
- spalování materiálů v pecích a ve spalovnách odpadů
- kouřící lidé
- vojenské zdroje, např. použití nebo zkoušky jaderných zbraní nebo toxických plynů
- těžba uhlí, rud, kamene a dalších hornin a minerálů
- skládky odpadů, z nichž se uvolňuje metan nebo jiné znečišťující plynné látky
- stavební činnost
- nevhodné obdělávání půdy (např. Dust Bowl v 30. letech 20. století v Americe)
- výpary z nátěrů, sprejů na vlasy, aerosolových sprejů a ostatních rozpouštědel, které mohou ve městech dominovat[3]
- hluková zátěž způsobená činností lidí nebo člověkem ovládanými věcmi
- tepelná zátěž způsobená činností lidí nebo lidmi vytvořenými díly, například vytápěné domy

Hlavní látky a děje, které znečištění ovzduší způsobují
1. skleníkový efekt
2. znečištění pevnými částicemi
3. zvýšené UV-záření
4. kyselé deště
5. zvýšené množství přízemního ozonu
6. znečištění způsobené oxidy dusíku

### Přírodní zdroje
Existuje i mnoho přírodních zdrojů. K přirozenému uvolňování polutantů dochází zejména několika cestami:
- zvířením prachu z přírodních zdrojů, obvykle z oblastí Země pokrytých řídkou vegetací, nebo zcela bez vegetace
- přenosem písku z pouští
- uvolňováním bioplynu, konkrétně metanu v průběhu trávení potravy zvířaty nebo oxidu uhličitého při vydechování (např. domácího skotu nebo volně žijících stád sudokopytníků a jiných zvířat) a jejich příspěvky k tepelné zátěži, ale i od člověka nezávisle na jeho vůli (v roce 2019 již od více než 7 miliard lidí)
- radioaktivním plynem – radonem, uvolňujícím se ze zemské kůry
- druhem borovic, které uvolňují těkavé organické látky (volatile organic compounds, VOC)
- kouř a oxid uhelnatý a oxid uhličitý, vznikající při lesních požárech a sopečné činnosti
- sopečná aktivita, díky níž se uvolňují např. popel a sloučeniny síry či chloru a dochází k tepelné zátěži
- uvolňováním prachu a plynů a zvířením nečistot
  - při sesuvech půdy, vyvolaných přírodními vlivy, například zemětřesením, záplavami
  - při atmosférickém víření, zejména při orkánech (uragánech).

## Zdravotní účinky znečištěného ovzduší

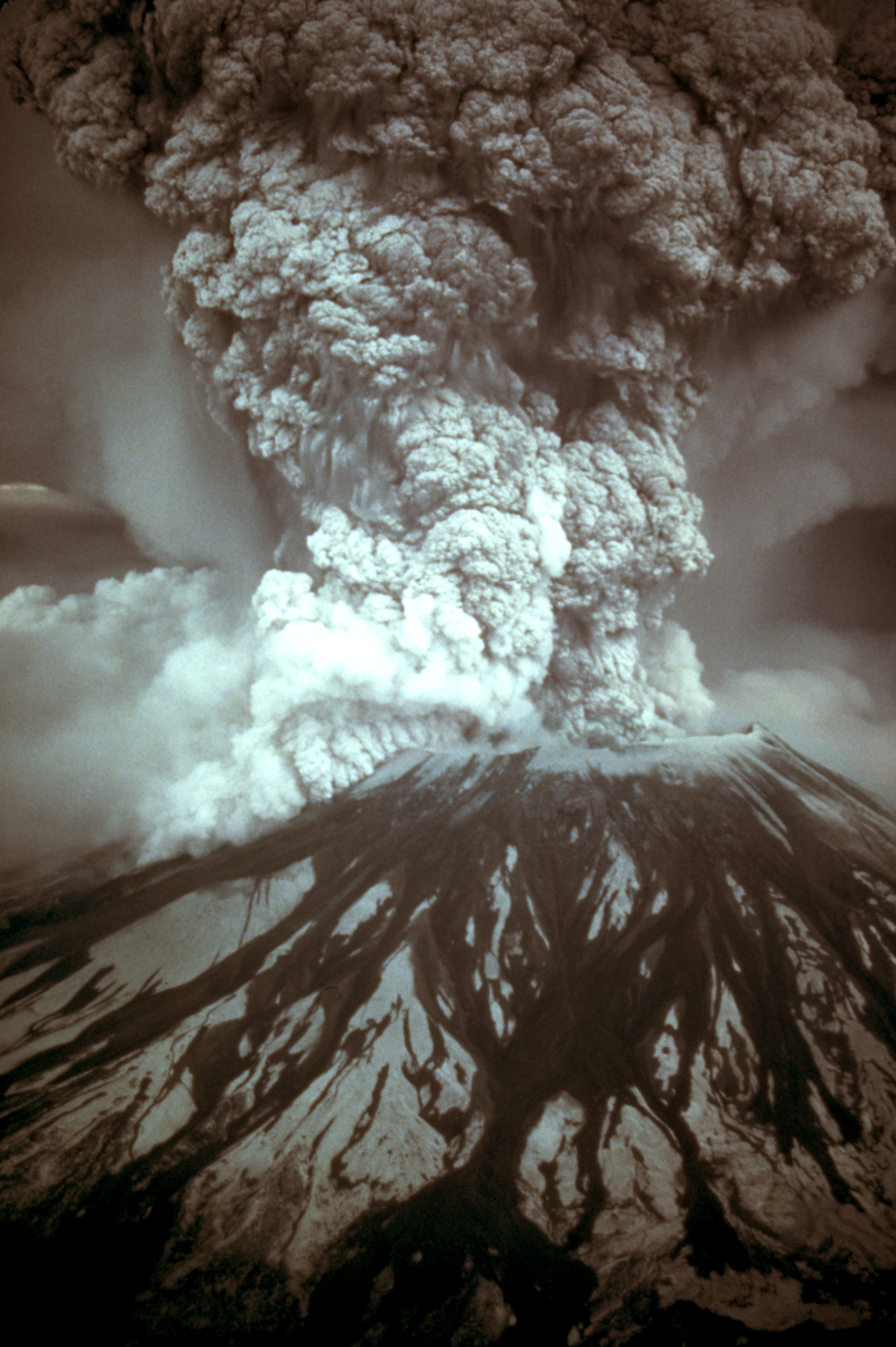
Při výbuchu sopky Mount St. Helens se uvolnilo velké množství škodlivin, např. síra, chlór a sopečný popel

Účinky znečištění se dělí na krátkodobé a dlouhodobé. Mezi krátkodobé vlivy patří například zvýšení výskytu zánětlivých onemocnění plic. Dlouhodobé působení znečištěného vzduchu na člověka se projevuje zhoršením funkcí plic a zkrácením předpokládané délky života.
Americký výzkum v New Yorku např. ukázal na možnou spojitost mezi inteligencí dětí (IQ) a tím, nakolik byly jejich matky během těhotenství vystaveny znečištění ovzduší polyaromatickými uhlovodíky. Děti, které se narodily matkám z nejvíc znečištěných oblastí, měly v IQ testech až o pět bodů nižší výsledky. Oponenti studie však poukázali na možné sociální vlivy, neboť většina matek sledovaných dětí neměla ani střední vzdělání.
Podle Světové zdravotnické organizace způsobilo znečištění ovzduší v roce 2010 smrt na rakovinu plic přibližně u 223 tisíc lidí na celém světě. WHO dále uvádí, že v roce 2020 způsobilo znečištění ovzduší uvnitř obydlí 3,2 milionů předčasných úmrtí a venku 3,5 milionů úmrtí, takže celkem 6,7 milionů úmrtí. Na lesní požáry a jiné přírodní požáry celosvětově připadá 1,5 milionů úmrtí.
Hlavní příčinou předčasných úmrtí z důvodu znečištění jsou v EU prachové částice.

## Možnosti omezení přírůstků znečištění vzduchu
Některé antropogenní zdroje je možné vybavit zařízeními pro zachycování emisi (např. prachovými filtry, katalyzátory, odsiřovacími či denitrifikačními zařízeními). V průmyslu a v dopravě se může jednat o změnu paliva, ústup od vysoce znečišťujících technologií k méně znečišťujícím, např. přechod na nízkouhlíkové technologie. Dosahovat nižších přírůstků znečištění lze efektivnějšími činnostmi. V dopravě např. omezením rychlosti, či zlepšením plynulosti provozu. K zájmu o účelnější, hospodárnější a efektivnější činnosti lidí a k současnému zajištění bezpečnosti přispívají regulační dohody (na celosvětové úrovni například zákaz použití jaderných zbraní, v dopravě na místních úrovních například právní předpisy regulující rychlost a umožňující místním orgánům veřejné správy omezovat dopravními značkami rychlost a řídit pomocí semaforů nebo osobně plynulost provozu tak, aby bylo dosaženo bezpečnosti a současně aby se minimalizovaly negativní dopady na znečišťování ovzduší.
Ke snižování přírůstků znečištění vyvolaných stavební činností může přispívat plánovitá koordinace stavebních zásahů do krajiny, např. koordinace výstavby pro osídlení s výstavbou dopravních staveb, plynovodů, teplovodů, vodních staveb, a související právní předpisy. Zlepšovat znečištěný stav ovzduší lze výsadbou a péčí o rostliny, které spotřebovávají oxidy uhlíku a produkují kyslík do ovzduší, výsadbou a péčí o lesy, které zadržují vodu, zpomalují procesy vysychání krajiny a související zvyšování prachu v ovzduší.

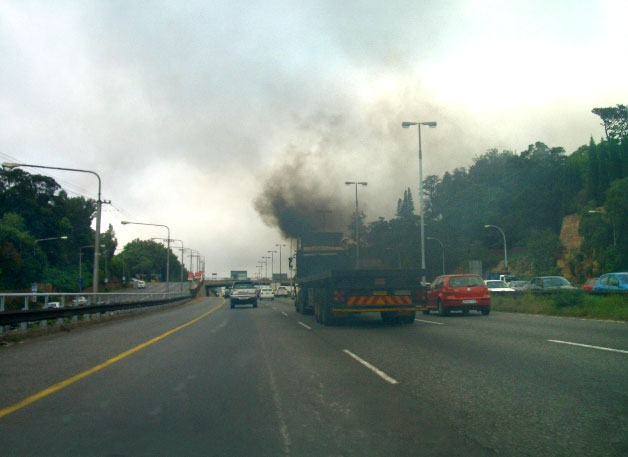
Dieselové motory jsou významným zdrojem znečištění jemnými prachovými částicemi

Některé evropské země jako Švédsko nebo Německo zavádějí v centrech velkých měst tzv. nízkoemisní zóny, do kterých mohou vjíždět jen automobily, jež vypouštějí jen malé množství škodlivin. Například švédský Göteborg zavedl nízkoemisní zónu již v roce 1996 a emise prachových částic z nákladní dopravy se mu podařilo snížit zhruba 40 procent. Další možností je použití fotokatalytických materiálů pro povrchy staveb. které jsou schopny rozkládat plynné škodliviny z ovzduší pomocí světla. Měření provedená na úsecích městských komunikací z fotokatalytického betonu TX Active podle údajů výrobce ukázala snížení koncentrací oxidů dusíku o 20 až 60 %.
Vzrostlá zeleň působí jako filtr, neboť zachycuje část jemných prachových částic (PM2,5), které představují největší zdravotní riziko. Proto Komise životního prostředí Akademie věd ČR vyslovila doporučení na školních pozemcích upřednostňovat přírodní terén, vytvářet a udržovat zelené prstence kolem velkých měst či novou zástavbu zásadně směřovat na tzv. brownfields.

## Situace v České republice
Znečištěné ovzduší a jeho další znečišťování způsobuje problémy také v České republice. Znečištěné ovzduší je příčinou mnoha úmrtí a nemocí, např. dýchacích cest, výskytu rakoviny a srdečních onemocnění. 
Mezi nejvýznamnější zdroje znečišťujících látek v ovzduší patří zejména lokální vytápění domácností (především pak vytápění ve starých kotlech na pevná paliva, jako je uhlí či dřevo), dále například doprava, průmysl, zemědělství či přírodní zdroje znečišťování ovzduší.
V zákoně 86/2002 Sb., o ochraně ovzduší, je znečišťování ovzduší definováno jako: „Vnášení jedné nebo více znečišťujících látek do ovzduší v důsledku lidské činnosti vyjádřené v jednotkách hmotnosti za jednotku času.“
Úroveň znečištění ovzduší pak je „hmotnostní koncentrace znečišťujících látek v ovzduší nebo jejich depozice z ovzduší na jednotku plochy zemského povrchu za jednotku času“.
Kvalitu ovzduší monitoruje Český hydrometeorologický ústav, který provozuje Státní síť imisního monitoringu. Výstrahy a tzv. Index kvality ovzduší ČHMÚ zveřejňuje na svých stránkách. Data o kvalitě ovzduší, předpověď počasí, srážek i výstrahy na nebezpečné jevy jsou dostupné také přes mobilní aplikaci.
Výroční zprávy o kvalitě ovzduší zpracovává Ministerstvo životního prostředí, Český hydrometeorologický ústav vydává každoročně ročenku kvality ovzduší, velmi podrobnou analýzu aktuálního stav znečištění ovzduší v České republice. Zpráva je předkládána členům vlády a poté zveřejněna.

## Globální stmívání
Se zvýšeným znečištěním ovzduší souvisí i tzv. globální stmívání – jev, který je dán především změnami ve složení pevných částeček v oblacích a tím i jejich odrazivosti za posledních několik desetiletí. Jev je však složitější – kromě změny odrazivosti slunečního záření od vrstev atmosféry postihnutých zvýšeným množstvím polutantů jsou zde např. souvislosti s mírou vypařované vody, ale i závažné zásahy např. do způsobů vytváření dešťových mraků, monzunů a další.